# Linda Nosková
Linda Nosková (n. 17 noiembrie 2004, Vsetín, Zlín, Cehia) este o jucătoare de tenis cehă. Cea mai bună clasare a sa la simplu este locul 25 mondial, în august 2024, iar la dublu locul 60 mondial, în august 2024. În august 2022, a devenit cea mai tânără jucătoare din top 100, o distincție pe care anterior a deținut-o Coco Gauff din octombrie 2019. La vârsta de 19 ani, Nosková a câștigat primul ei titlu pe circuitul WTA, Monterrey Open 2024 , turneu de nivel WTA 500. Cea mai bună performanță a sa la simplu la turneele majore este atingerea sferturilor de finală la Australian Open 2024, învingând-o pe parcurs pe numărul 1 mondial, Iga Świątek.
De la o vârstă fragedă, Nosková a dat semne că este o jucătoare de tenis promițătoare. Ca junioarei, ea este fosta numărul 5 mondial, în iunie 2021. În ciuda faptului că a avut doar patru apariții de Grand Slam ca junior, ea a câștigat French Open 2021 la simplu fete. În plus, la proba de dublu pentru fete, ea a ajuns în semifinalele de la French Open la aceeași ediție, precum și sferturi de finală la Australian Open 2020.

## Cariera profesională

### 2022: Grand Slam și debut în top 100, victorie la dublu în fața surorilor Williams

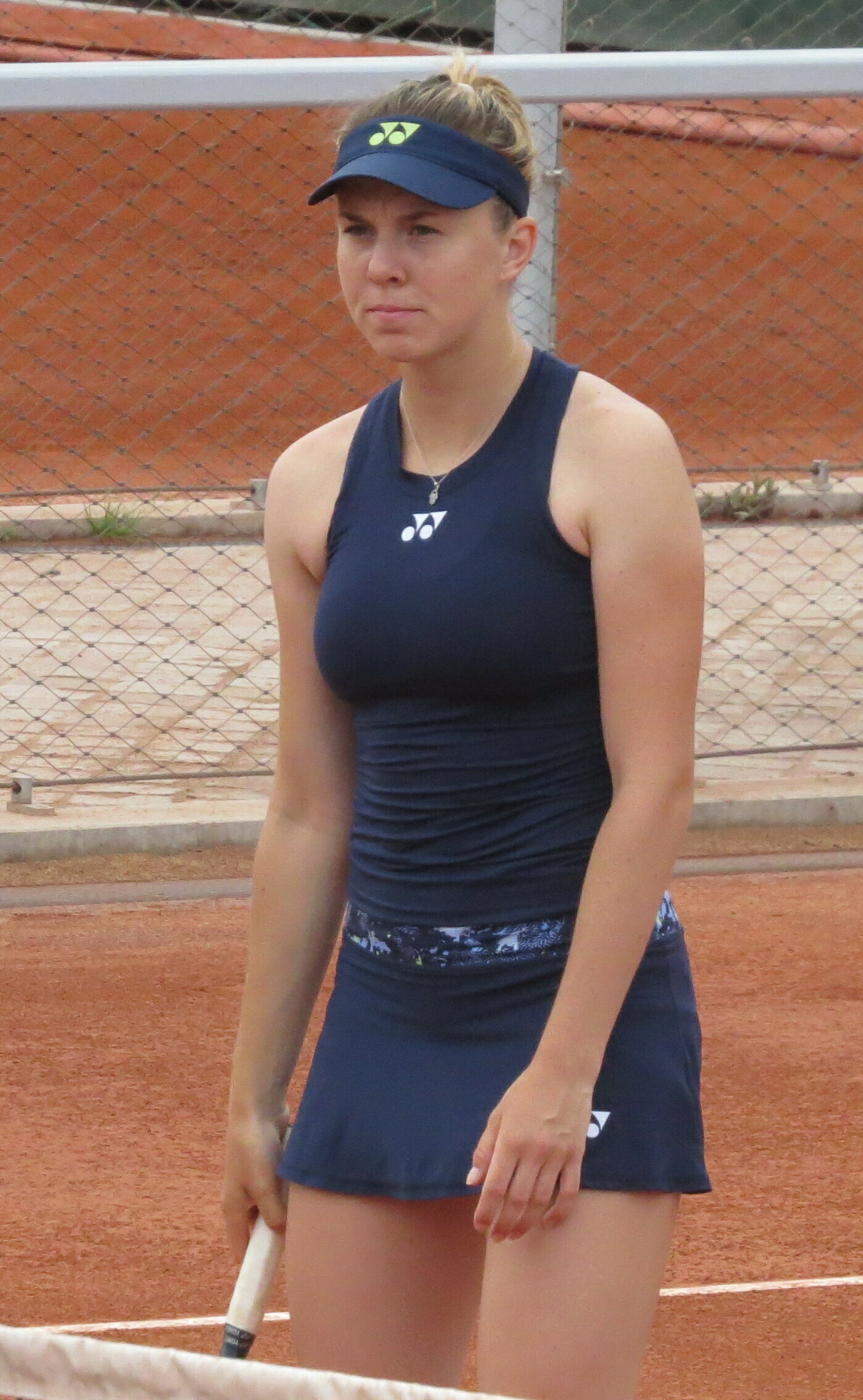
Nosková la French Open 2022 unde a participat la calificări și și-a făcut debutul pe tabloul principal

Și-a făcut debutul pe tabloul principal de Grand Slam la French Open venită din calificări și devenind cea mai tânără jucătoare cehă care a concurat la un major de la Nicole Vaidišová (17 ani și 127 zile) la US Open 2006 și cea mai tânără jucătoare care s-a calificat pentru turneu de la Michelle Larcher de Brito, în vârstă de 16 ani, în 2009. În prima rundă, ea s-a confruntat cu campioana de la US Open Emma Răducanu, dar a pierdut în ciuda câștigării primului set. Săptămâna următoare, ea a ajuns în semifinalele Campionatelor Internaționale WTA 125 Makarska.
În iulie, ea a câștigat primul titlu de 100.000 de dolari la Reinert Open, învingând-o pe Ysaline Bonaventure în finală. Trei săptămâni mai târziu, ea a intrat în prima ei semifinală WTA Tour la Praga Open, unde a pierdut în fața compatrioatei sale, Marie Bouzková. Acolo a marcat prima ei victorie în fața unei jucătoare din top 50 după ce a învins-o pe Alizé Cornet în runda a doua. Acest rezultat a condus-o pentru prima dată în top 100, la numărul 94 mondial, devenind cea mai tânără femeie din top 100, o distincție pe care a deținut-o anterior Coco Gauff, din octombrie 2019. Ajunsă în semifinale, ea a devenit cea mai tânără cehă care a ajuns la o semifinală la nivel de turneu de la Vaidišová (17 ani, 189 de zile) la Linz în 2006.
La US Open, ea a participat la calificări și a avansat pe tabloul principal cu trei victorii de calificare. În runda a doua de calificare, ea a învins-o pe fosta jucătoare din top-10 Eugenie Bouchard. Cu toate acestea, a pierdut în prima rundă pe tabloul principal cu Bouzková într-un meci de trei seturi. În parteneriat cu Lucie Hradecká, ea le-a învins pe Serena și Venus Williams în meciul ei de debut de Grand Slam.

### 2023: Primele două victorii în top-10 și finala WTA 500, top 50

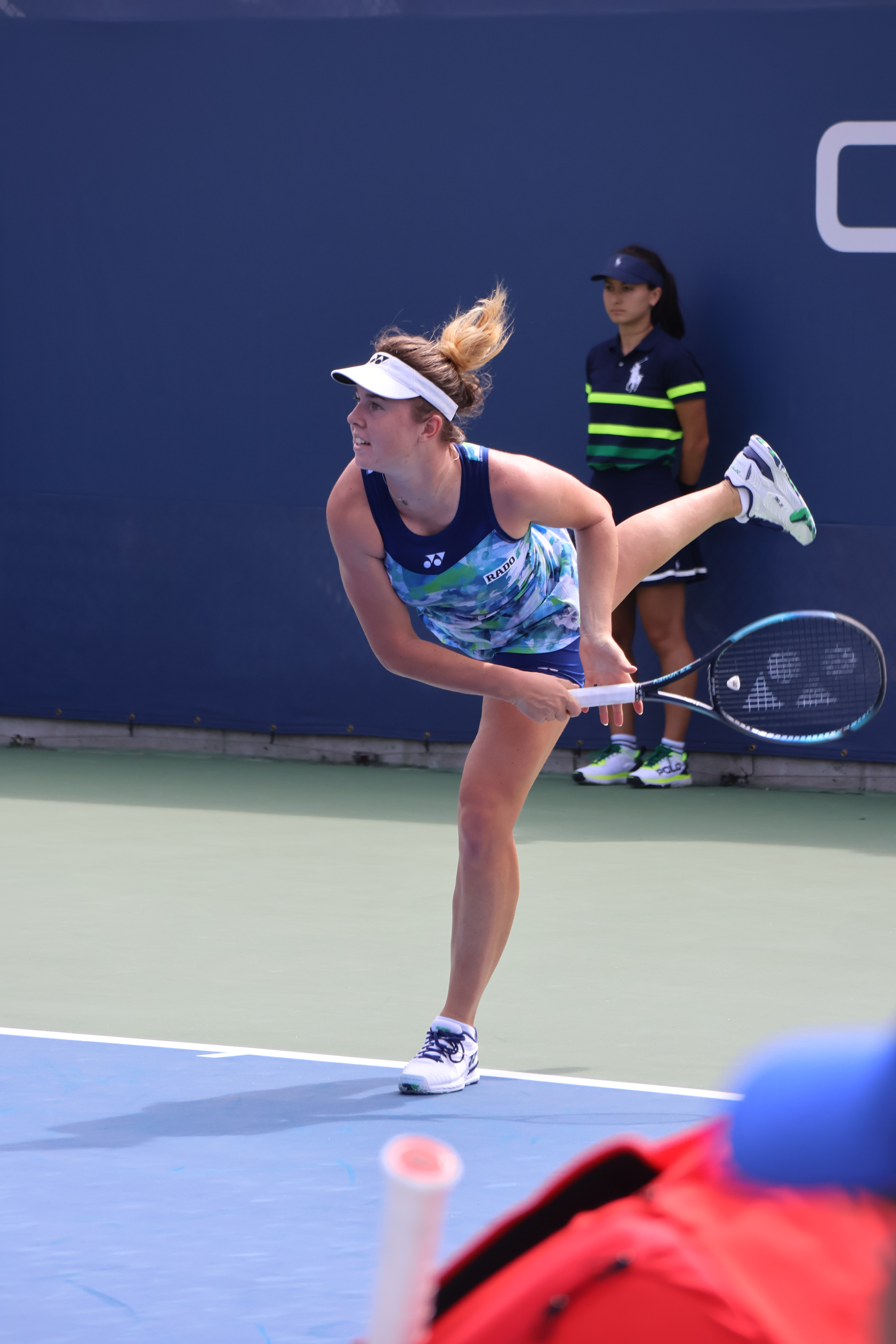
Nosková la US Open 2023.

Clasată pe locul 102 la Adelaide International 1, a trecut prin calificări învingându-le pe Anna Kalinskaia și pe Anastasia Potapova pentru a ajunge pe tabloul principal. În prima rundă a învins numărul 8 mondial, Daria Kasatkina, obținând prima ei victorie în top 10, și în runda a doua a învins-o pe Claire Liu, ajungând în primul ei sfert de finală al unui turneu de nivel WTA 500. Ea a învins-o pe fosta numărul 1 și dublă campioană de Grand Slam, Victoria Azarenka, în trei seturi, câștigând tiebreak-ul final cu 8–6, și a salvat și un punct de meci. Apoi a învins favorita nr. 1 și numărul 2 mondial Ons Jabeur pentru a ajunge la prima ei finală WTA, unde s-a confruntat cu favorita nr. 2, Arina Sabalenka, pierzând în seturi consecutive. Drept urmare, ea a avansat aproape 50 de poziții în clasament, până pe locul 56. În ciuda faptului că era clasată bine în top 100 la începutul Australian Open, Nosková a trebuit să joace calificarea pentru a putea intra pe tabloul principal, din cauza urcării ei bruște în clasament. Cu toate acestea, a pierdut în prima rundă a calificărilor în fața numărul 192 mondial, Katherine Sebov. În ciuda acestui rezultat, ea a ajuns pe locul 50 în clasament la 6 februarie 2023, devenind cea mai tânără jucătoare din top 50.
La Indian Wells Open, a ajuns pentru prima dată în runda a treia a unui turneu WTA 1000, la debutul său la acest nivel, învingând-o pe Amanda Anisimova, cap de serie numărul 31.
La Cincinnati Masters, a ajuns de asemenea în runda a treia, învingând-o pe Petra Kvitová, cap de serie numărul 9.

### 2024: Sferturi de finală de Grand Slam, top 30
La debutul său la Australian Open 2024, ea a înregistrat primele sale victorii la acest turneu major în fața favoritei 31 și compatrioatei Marie Bouzková și a jucătoarei McCartney Kessler, care a ajuns în runda a treia. Apoi a învins-o pe Iga Świątek, numărul 1 mondial, pentru a trece în runda a patra la un Grand Slam pentru prima dată în cariera sa. A devenit prima adolescentă care învinge un număr 1 mondial la acest turneu major din 1999, când Amélie Mauresmo a învins-o pe Lindsay Davenport. A ajuns pentru prima dată în sferturile de finală după retragerea Elinei Svitolina, cap de serie numărul 19, în runda a patra. Ca urmare, ea a ajuns în top 30 în clasamentul de simplu.

## Statistici carieră

### Participarea la turnee de Grand Slam
| C | F | SF | QF | #R | RR | Q# | P# | DNQ | A | Z# | PO | Au | Ag | Br | NMS | P | NH |

#### Simplu
| Turneu               | 2022 | 2023  | 2024  | 2025 | SR                 | C–P                | Victorii %         |
| -------------------- | ---- | ----- | ----- | ---- | ------------------ | ------------------ | ------------------ |
| Grand Slam           |      |       |       |      |                    |                    |                    |
| Australian Open      | A    | Q1    | QF    | 1R   | 0 / 2              | 4–2                | 67%                |
| French Open          | 1R   | 2R    | 2R    | 1R   | 0 / 4              | 2–4                | 33%                |
| Wimbledon            | A    | 1R    | 2R    | 4R   | 0 / 3              | 4–3                | 57%                |
| US Open              | 1R   | 2R    | 1R    |      | 0 / 3              | 1–3                | 25%                |
| Câștigat–pierdut     | 0–2  | 2–3   | 6–4   | 3–3  | 0 / 12             | 11–12              | 48%                |
| WTA 1000             |      |       |       |      |                    |                    |                    |
| Qatar Open           | A    | NMS   | 3R    | 3R   | 0 / 2              | 4–2                | 67%                |
| Dubai                | NMS  | A     | A     | QF   | 0 / 1              | 3–1                | 75%                |
| Indian Wells Open    | A    | 3R    | 3R    | 2R   | 0 / 3              | 3–3                | 50%                |
| Miami Open           | A    | 2R    | 3R    | 2R   | 0 / 3              | 2–3                | 50%                |
| Madrid Open          | A    | A     | 2R    |      | 0 / 1              | 0–1                | 0%                 |
| Italian Open         | A    | 2R    | 3R    |      | 0 / 2              | 2–2                | 50%                |
| Canadian Open        | A    | A     | A     |      | 0 / 0              | 0–0                | –                  |
| Cincinnati Open      | A    | 3R    | 1R    |      | 0 / 2              | 2–2                | 50%                |
| Guadalajara Open     | A    | A     | NMS   | NMS  | 0 / 0              | 0–0                | –                  |
| Wuhan Open           | NH   | NH    | A     |      | 0 / 0              | 0–0                | –                  |
| China Open           | NH   | 2R    | A     |      | 0 / 1              | 1–0                | 100%               |
| Statistici carieră   |      |       |       |      |                    |                    |                    |
| Turnee               | 2022 | 2023  | 2024  | 2025 | SR                 | W–L                | Victorii %         |
| Turnee               | 4    | 17    | 8     |      | Total carieră: 29  | Total carieră: 29  | Total carieră: 29  |
| Titluri              | 0    | 0     | 1     |      | Total carieră: 1   | Total carieră: 1   | Total carieră: 1   |
| Finale               | 0    | 2     | 1     |      | Total carieră: 3   | Total carieră: 3   | Total carieră: 3   |
| Dură c–p             | 4–3  | 21–11 | 19–6  |      | 1 / 21             | 44–20              | 69%                |
| Zgură c–p            | 0–1  | 2–2   | 3–4   |      | 0 / 7              | 5–6                | 45%                |
| Iarbă c–p            | 0–0  | 1–3   | 3–3   |      | 0 / 6              | 4–6                | 40%                |
| General c–p          | 4–4  | 24–16 | 25–13 |      | 0 / 34             | 53–33              | 62%                |
| Victorii %           | 50%  | 60%   | 66%   |      | Total carieră: 62% | Total carieră: 62% | Total carieră: 62% |
| Clasament sf. anului | 91   | 41    | 28    |      | 2.323.844 $        | 2.323.844 $        | 2.323.844 $        |